# 霍斯特島
64°56′S 63°55′W / 64.933°S 63.917°W
霍斯特島（英語：Host Island）是南極洲的島嶼，處於曼斯帕爾島東南面，屬於威廉群島中沃沃曼斯群島的一部分，由英國南極名稱諮詢委員會命名，現時由南極條約體系管理。